# ミッチェル・ランゲラック
ミッチェル・ジェームズ・ランゲラック（英: Mitchell James Langerak、1988年8月22日 - ）は、オーストラリア・クイーンズランド州エメラルド出身の元プロサッカー選手。元オーストラリア代表。現役時代のポジションはゴールキーパー（GK）。
Jリーグでの登録名は「ランゲラック」。Jリーグの連続無失点記録保持者（823分、2025年7月現在）。

## クラブ経歴

### メルボルン・ビクトリーFC

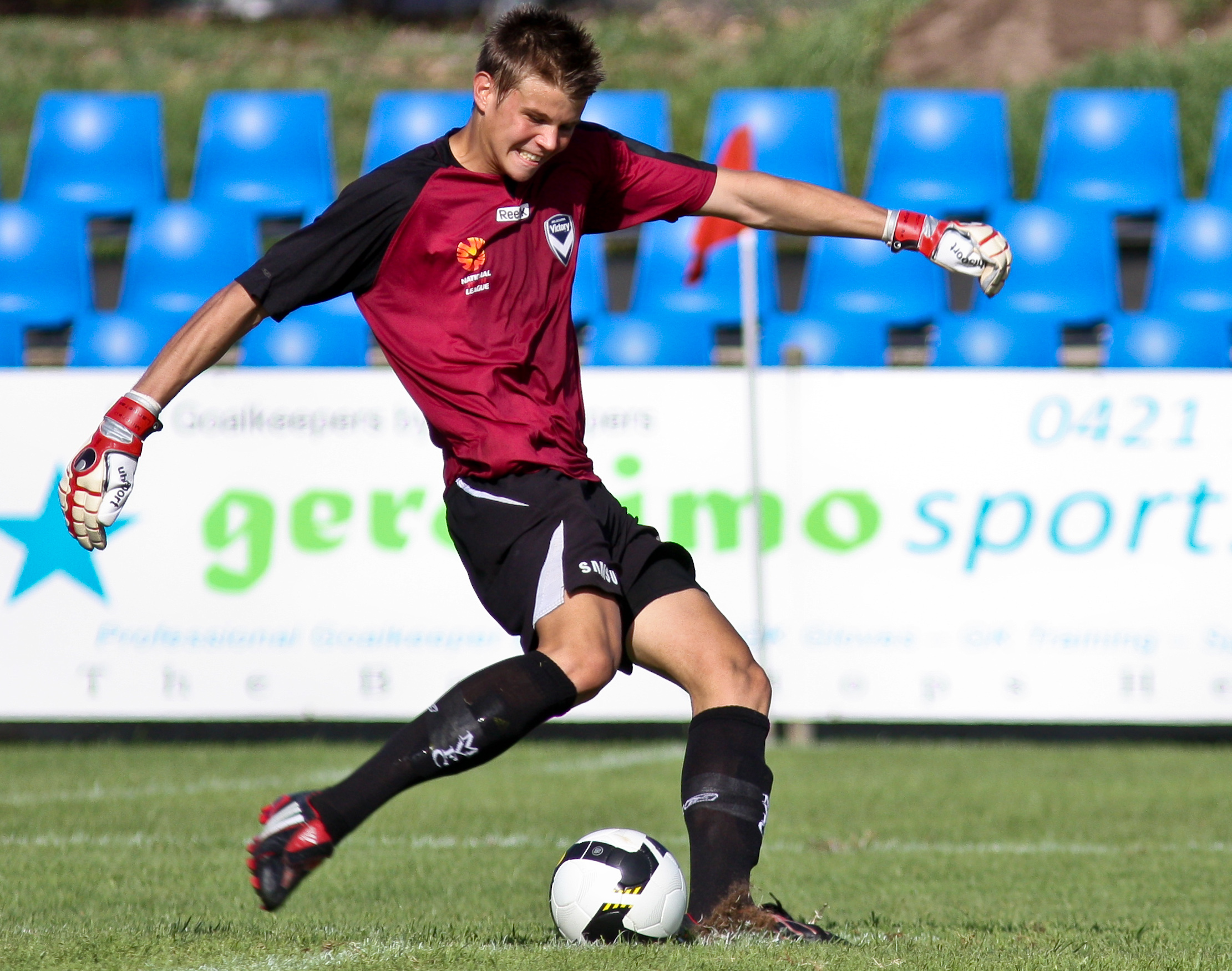
メルボルン・ビクトリーユースでのランゲラック（2009年）

2007年、Aリーグ・メルボルン・ビクトリーFCとの間に初めてのプロ契約を結ぶ。入団後すぐに出場時間と経験を得るためと余剰人員の放出のため、ビクトリアンプレミアリーグのサウス・メルボルンFCに期限付き移籍した。
期限付き移籍を終えると、ユージン・ガレコヴィッチがアデレード・ユナイテッドFCに移籍するまで、ランゲラックはメルボルン・ビクトリーの第3ゴールキーパーだった。メルボルン・ビクトリーでのデビューは2007-2008シーズンのシドニーFC戦で、2失点を喫し試合はドローに終わった。
ガレコヴィッチがアデレード・ユナイテッドに移籍し、ランゲラックは第2ゴールキーパーとなった。第1ゴールキーパーのマイケル・セオが海外に移籍し、クラブはニュージーランド代表のグレン・モスをウェリントン・フェニックスFCから獲得した。モスが2009–10シーズンの第1ゴールキーパーとなり、ランゲラックはレギュラーの座を掴むことができなかった。
2010年4月13日、メルボルンはボルシア・ドルトムントによるランゲラック獲得オファーを断ったが、話し合いはまだ続いていると発表した。2010年5月4日、ドルトムントは再びオファーを出すものの、またしてもメルボルン側に拒否された。

### ボルシア・ドルトムント

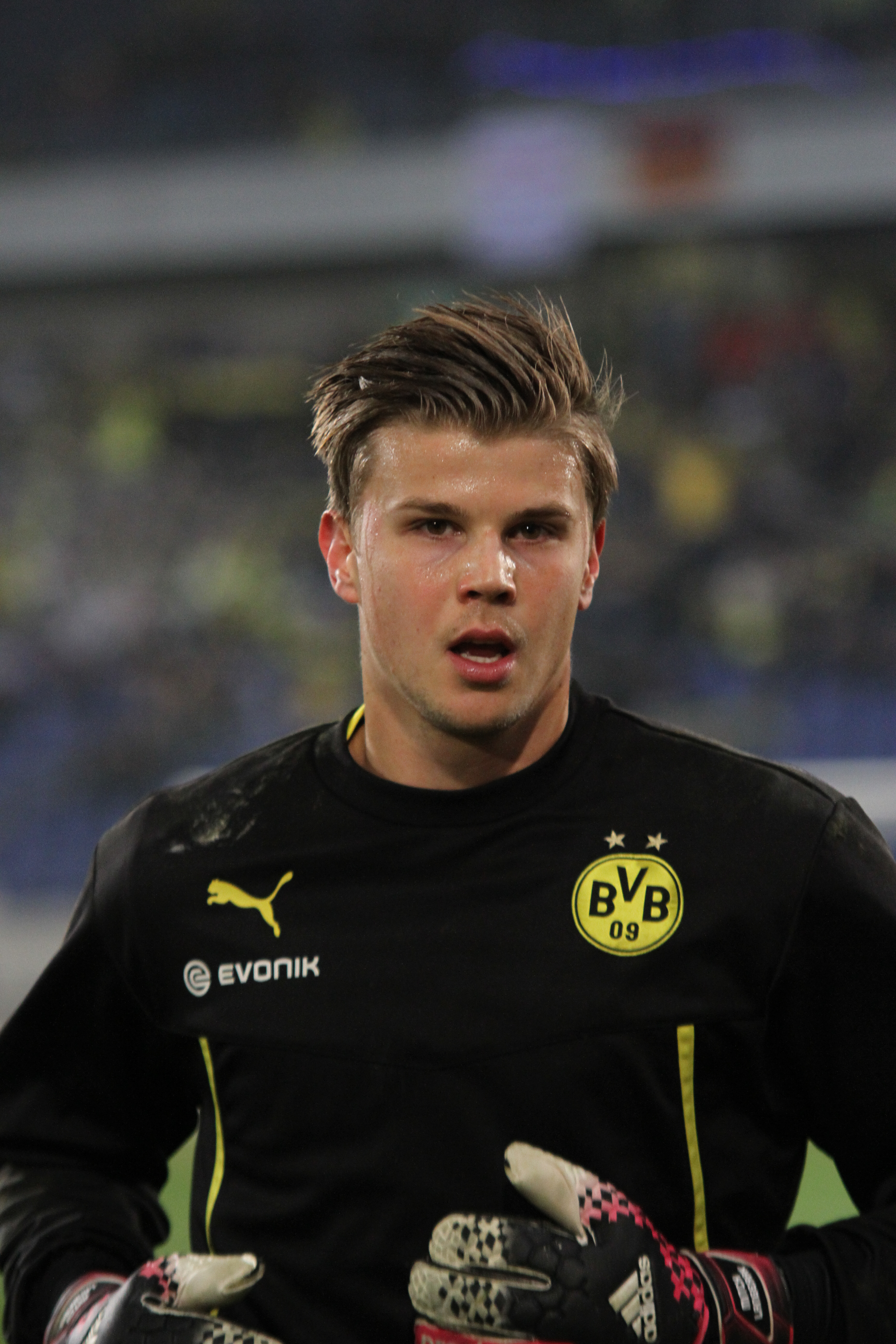
ボルシア・ドルトムントでのランゲラック（2014年）

2010年5月12日、メルボルンがドルトムントの三度目のオファーを受け入れ、ランゲラックはドルトムントと4年契約を結んだ。ドルトムント加入後、ブンデスリーガ2010-11シーズンにおいてランゲラックはクラブの第2ゴールキーパーとなり、リザーブチームではレギュラーになった。
ローマン・ヴァイデンフェラーの怪我での離脱に伴い、FCバイエルン・ミュンヘン戦でブンデスリーガ初出場を果たした。試合は3-1で勝利し、ランゲラックは堅実なパフォーマンスを見せた。ヴァイデンフェラーが復帰するまで、ランゲラックはファーストチームに初めて加わり、DFBポカール第2ラウンドの1.FCディナモ・ドレスデン戦に出場した。ヴェストファーレンシュタディオンでは多数の発炎筒が焚かれ、影響が懸念されたが勝利し、8万人超の観客の前で初めて無失点を記録できた喜びを試合後にユルゲン・クロップ監督に見せた。
2012年5月12日、ドルトムントに移籍してちょうど2年、DFBポカール決勝・FCバイエルン・ミュンヘン戦にて32分から交代出場した。これはヴァイデンフェラーの負傷によるもので、試合序盤のマリオ・ゴメスのチャレンジによるあばらの怪我が疑われた結果だった。試合は中心選手の香川真司が先制点を挙げ1ゴール1アシスト、ロベルト・レヴァンドフスキがハットトリックで5-2で勝利し優勝。クラブ史上初の2冠達成でもあった。ランゲラックにとっての3つ目のタイトルとなった。
2013-2014シーズンでは開幕戦のFCアウクスブルク戦に出場し、4-0で勝利した。これで、ランゲラックがブンデスリーガのリーグ戦で出場したここまで7試合全てでドルトムントが勝利したことになる。
2013年9月18日、ヴァイデンフェラーの退場によってチャンピオンズリーグSSCナポリ戦に出場し、これがチャンピオンズリーグデビューとなる。この試合でランゲラックはロレンツォ・インシーニェのシュートを止めようとしてゴールポストに激突し、前歯2本を折ってしまう。
2014年8月23日、2014-2015シーズン開幕戦のバイエル・レバークーゼン戦において、開始わずか9秒でのゴールを許してしまう。これはブンデスリーガ史上最速得点記録で、チームも0-2で敗れた。

### VfBシュトゥットガルト
2015年6月29日、VfBシュトゥットガルトへ2018年6月までの3年契約で完全移籍した。2015-16シーズンはバイエルン・ミュンヘンへ移籍したスヴェン・ウルライヒの後釜と期待されていたが開幕前に筋束を断裂し、同期に加入したプシェミスワフ・ティトンに正GKの座を奪われ、リーグ戦3試合の出場に留まりチームも2部へ降格した。2016-17シーズンはライバルだったティトンが移籍したことに伴い正GKとなり、リーグ戦全試合フルタイム出場を果たして1シーズンでの1部復帰に貢献した。

### レバンテUD
2017-18シーズンにはこのシーズンに加入したロン＝ロベルト・ツィーラーに正GKの座を奪われたことで出場機会を求め、2017年8月30日にレバンテUDへ完全移籍した。在籍中には、後に柏レイソルでプレーすることになるジローナFCのマイケル・オルンガと対戦経験がある。

### 名古屋グランパス
2018年シーズンよりJ1リーグの名古屋グランパスに移籍。2月24日のガンバ大阪戦でJリーグデビュー。、1年目はリーグ戦全試合に出場し、チームのJ1残留に貢献。
2019年シーズンより、昨季に引退した楢﨑正剛が長らく名古屋で付けていた背番号「1」を継承。
2020年シーズン、11月28日の大分トリニータ戦ではクラブ新記録となる、シーズン14回目のクリーンシートを達成した。12月12日の横浜FC戦でJ1通算100試合出場（J1史上最速のデビューからトータル101試合目）を達成した。12月には歴代最多となるシーズン17回目のクリーンシートを達成、同月の月間MVPを受賞した。
2021年シーズンは開幕のアビスパ福岡戦でオウンゴールで失点して以来、無失点を継続。4月15日のサンフレッチェ広島戦で、それまでシジマールが保持していた731分の連続無失点記録を28年ぶりに更新した。続く4月18日のサガン鳥栖戦で前半6分に林大地にゴールを許し記録はストップしたが、823分間の無失点記録を達成した。最終的にこのシーズンはリーグ戦38試合全てにフル出場し、リーグ記録のクリーンシート21試合、失点数は2位の30失点におさえた。また、クラブ初となるルヴァンカップ制覇にも貢献した。シーズンの活躍が認められ、シーズン終了後、自身初となるJリーグベストイレブンに選出された。
2023年シーズンは第13節の鹿島アントラーズ戦に出場したことにより、グランパスでの試合出場数を185とし、ストイコヴィッチを抜き、グランパスに所属した歴代外国人籍選手としての最多出場記録を更新した。
2024年7月30日、同年シーズン限りで名古屋グランパスを退団することが発表された。母国を離れて15年、長男サンティアゴの就学が近く、「オーストラリアで教育を受けさせ、成長させたい。そして私の両親や兄弟といった人々と一緒に生活したい」とオーストラリアへ戻ることを決断。2024年8月3日、古巣メルボルン・ビクトリーFCと18ヶ月契約を締結し、名古屋での活動を終えた2025年から加入することが発表された。
名古屋での最後のシーズンとなった2024年シーズン、Jリーグカップ決勝のアルビレックス新潟戦では2人目のPKキッカーとしてPKを成功させるなど優勝を果たすと、大会MVPに選出された。

### 最後のシーズン
2025年1月に古巣メルボルン・ビクトリーに復帰し、2024-25シーズンのAリーグ・メンで11試合に出場した。
2025年7月10日、現役引退を発表。引退後もビクトリーに残ってアカデミーのコーチに就く予定である。

## 代表経歴
オーストラリア代表U-20に選出され、AFCユース選手権2006に参加した。フル代表に招集されたのは2011年3月で、ドイツと戦う「17-man squad」と、ホルガー・オジェックに名付けられた一員となった。
ランゲラックがオーストラリア代表デビューをしたのは2013年10月12日のことで、フランスとの親善試合においてだった。この試合では、フランク・リベリー、オリヴィエ・ジルー、ヨアン・キャバイェ、マテュー・ドゥビュシー、カリム・ベンゼマの得点を許し、6-0の大敗を喫した。この試合はホルガー・オジェックのオーストラリア代表監督としての最後の試合となり、この試合の結果を受けてすぐに彼は解雇された。代表としての2度目の出場はカナダ戦で、ジョシュア・ケネディ、ダリオ・ヴィドシッチ、マシュー・レッキーの得点により、3-0で勝利した。2014 FIFAワールドカップオーストラリア代表の23名のメンバーに選出された。
2021年5月13日、家族を優先したいという本人の願望もあり、オーストラリア代表からの引退を発表した。代表通算8試合0ゴール。
2022年9月14日、代表スタッフに求められて代表復帰を果たす。しかし、カタールW杯メンバーからは落選となり、地元メディアからもランゲラックに失礼だという声が上がった。
2024年10月には、2026年北中米W杯のアジア最終予選に向けたオーストラリア代表から復帰要請を受けたが、代表復帰を固辞したと報じられた。

## 個人成績
| 国内大会個人成績 | 国内大会個人成績   | 国内大会個人成績 | 国内大会個人成績       | 国内大会個人成績 | 国内大会個人成績 | 国内大会個人成績 | 国内大会個人成績 | 国内大会個人成績 | 国内大会個人成績 | 国内大会個人成績 | 国内大会個人成績 |
| 年度             | クラブ             | 背番号           | リーグ                 | リーグ戦         | リーグ戦         | リーグ杯         | リーグ杯         | オープン杯       | オープン杯       | 期間通算         | 期間通算         |
| 年度             | クラブ             | 背番号           | リーグ                 | 出場             | 得点             | 出場             | 得点             | 出場             | 得点             | 出場             | 得点             |
| オーストラリア   | オーストラリア     | オーストラリア   | オーストラリア         | リーグ戦         | リーグ戦         | リーグ杯         | リーグ杯         | FFA杯            | FFA杯            | 期間通算         | 期間通算         |
| ---------------- | ------------------ | ---------------- | ---------------------- | ---------------- | ---------------- | ---------------- | ---------------- | ---------------- | ---------------- | ---------------- | ---------------- |
| 2007             | サウス・メルボルン | 1                | ビクトリア州           | 14               | 0                | -                | -                | -                | -                | 14               | 0                |
| 2007-08          | メルボルン         | 1                | Aリーグ                | 1                | 0                | -                | -                | 3                | 0                | 4                | 0                |
| 2008-09          | メルボルン         | 1                | Aリーグ                | 4                | 0                | -                | -                | 1                | 0                | 5                | 0                |
| 2009-10          | メルボルン         | 1                | Aリーグ                | 16               | 0                | -                | -                | -                | -                | 16               | 0                |
| ドイツ           | ドイツ             | ドイツ           | ドイツ                 | リーグ戦         | リーグ戦         | リーグ杯         | リーグ杯         | DFBポカール      | DFBポカール      | 期間通算         | 期間通算         |
| 2010-11          | ドルトムント       | 20               | ブンデス1部            | 1                | 0                | -                | -                | 0                | 0                | 1                | 0                |
| 2011-12          | ドルトムント       | 20               | ブンデス1部            | 2                | 0                | -                | -                | 3                | 0                | 5                | 0                |
| 2012-13          | ドルトムント       | 20               | ブンデス1部            | 3                | 0                | -                | -                | 0                | 0                | 3                | 0                |
| 2013-14          | ドルトムント       | 20               | ブンデス1部            | 4                | 0                | -                | -                | 3                | 0                | 7                | 0                |
| 2014-15          | ドルトムント       | 22               | ブンデス1部            | 9                | 0                | -                | -                | 6                | 0                | 15               | 0                |
| 2015-16          | シュトゥットガルト | 1                | ブンデス1部            | 3                | 0                | -                | -                | 1                | 0                | 4                | 0                |
| 2016-17          | シュトゥットガルト | 1                | ブンデス2部            | 34               | 0                | -                | -                | 2                | 0                | 36               | 0                |
| スペイン         | スペイン           | スペイン         | スペイン               | リーグ戦         | リーグ戦         | 国王杯           | 国王杯           | オープン杯       | オープン杯       | 期間通算         | 期間通算         |
| 2017-18          | レバンテ           | 25               | リーガ・エスパニョーラ | 0                | 0                | 0                | 0                | -                | -                | 0                | 0                |
| 日本             | 日本               | 日本             | 日本                   | リーグ戦         | リーグ戦         | リーグ杯         | リーグ杯         | 天皇杯           | 天皇杯           | 期間通算         | 期間通算         |
| 2018             | 名古屋             | 22               | J1                     | 34               | 0                | 0                | 0                | 1                | 0                | 35               | 0                |
| 2019             | 名古屋             | 1                | J1                     | 33               | 0                | 2                | 0                | 0                | 0                | 35               | 0                |
| 2020             | 名古屋             | 1                | J1                     | 34               | 0                | 4                | 0                | -                | -                | 38               | 0                |
| 2021             | 名古屋             | 1                | J1                     | 38               | 0                | 5                | 0                | 4                | 0                | 47               | 0                |
| 2022             | 名古屋             | 1                | J1                     | 33               | 0                | 7                | 0                | 1                | 0                | 41               | 0                |
| 2023             | 名古屋             | 1                | J1                     | 34               | 0                | 6                | 0                | 3                | 0                | 43               | 0                |
| 2024             | 名古屋             | 1                | J1                     | 35               | 0                | 6                | 0                | 0                | 0                | 41               | 0                |
| 通算             | オーストラリア     | オーストラリア   | Aリーグ                | 21               | 0                | -                | -                | 4                | 0                | 25               | 0                |
| 通算             | オーストラリア     | オーストラリア   | ビクトリア州           | 14               | 0                | -                | -                | -                | -                | 14               | 0                |
| 通算             | ドイツ             | ドイツ           | ブンデス1部            | 19               | 0                | -                | -                | 12               | 0                | 31               | 0                |
| 通算             | ドイツ             | ドイツ           | ブンデス2部            | 34               | 0                | -                | -                | 2                | 0                | 36               | 0                |
| 通算             | スペイン           | スペイン         | リーガ・エスパニョーラ | 0                | 0                | -                | -                | 0                | 0                | 0                | 0                |
| 通算             | 日本               | 日本             | J1                     | 241              | 0                | 30               | 0                | 9                | 0                | 280              | 0                |
| 総通算           | 総通算             | 総通算           | 総通算                 | 329              | 0                | 30               | 0                | 27               | 0                | 386              | 0                |

- Jリーグ初出場 - 2018年2月24日 J1第1節 ガンバ大阪戦（パナソニックスタジアム吹田）

| 国際大会個人成績 | 国際大会個人成績 | 国際大会個人成績 | 国際大会個人成績 | 国際大会個人成績 | 国際大会個人成績 | 国際大会個人成績 | FIFA | FIFA | 期間通算 | 期間通算 |
| 年度             | クラブ           | 背番号           | 出場             | 得点             | 出場             | 得点             | 出場 | 得点 | 出場     | 得点     |
| AFC              | AFC              | AFC              | AFC CL           | AFC CL           | AFC CUP          | AFC CUP          | CWC  | CWC  | 期間通算 | 期間通算 |
| ---------------- | ---------------- | ---------------- | ---------------- | ---------------- | ---------------- | ---------------- | ---- | ---- | -------- | -------- |
| 2007-08          | メルボルン       | 1                | 1                | 0                | -                | -                | -    | -    | 1        | 0        |
| 2009-10          | メルボルン       | 1                | 5                | 0                | -                | -                | -    | -    | 5        | 0        |
| UEFA             | UEFA             | UEFA             | UEFA CL          | UEFA CL          | UEFA EL          | UEFA EL          | CWC  | CWC  | 期間通算 | 期間通算 |
| 2010-11          | ドルトムント     | 20               | -                | -                | 0                | 0                | -    | -    | 0        | 0        |
| 2011-12          | ドルトムント     | 20               | 0                | 0                | -                | -                | -    | -    | 0        | 0        |
| 2012-13          | ドルトムント     | 20               | 0                | 0                | -                | -                | -    | -    | 0        | 0        |
| 2013-14          | ドルトムント     | 20               | 2                | 0                | -                | -                | -    | -    | 2        | 0        |
| 2014-15          | ドルトムント     | 22               | 1                | 0                | -                | -                | -    | -    | 1        | 0        |
| AFC              | AFC              | AFC              | AFC CL           | AFC CL           | AFC CUP          | AFC CUP          | CWC  | CWC  | 期間通算 | 期間通算 |
| 2021             | 名古屋           | 1                | 7                | 0                | -                | -                | -    | -    | 7        | 0        |
| 通算             | AFC              | AFC              | 13               | 0                | 0                | 0                | 0    | 0    | 13       | 0        |
| 通算             | UEFA             | UEFA             | 3                | 0                | 0                | 0                | 0    | 0    | 3        | 0        |
| 総通算           | 総通算           | 総通算           | 16               | 0                | 0                | 0                | 0    | 0    | 16       | 0        |

## 代表歴

### 出場大会
- U-20オーストラリア代表
- オーストラリア代表
  - 2014年 - 2014 FIFAワールドカップ (グループリーグ敗退)
  - 2015年 - AFCアジアカップ2015 (優勝)
  - 2019年 - AFCアジアカップ2019

### 試合数
- 国際Aマッチ 8試合 0得点（2013年 - 2021年）[28]

| オーストラリア代表 | 国際Aマッチ | 国際Aマッチ |
| 年                 | 出場        | 得点        |
| ------------------ | ----------- | ----------- |
| 2013               | 2           | 0           |
| 2014               | 3           | 0           |
| 2015               | 1           | 0           |
| 2017               | 2           | 0           |
| 通算               | 8           | 0           |

## タイトル

### クラブ
メルボルン
- Aリーグ プレシーズンチャレンジカップ（英語版）：2008
- Aリーグ チャンピオンシップ：2008-09
- Aリーグ プレミアシップ：2008-09

ドルトムント
- ブンデスリーガ：2回 (2010-11, 2011-12)
- DFBポカール：2011-12
- DFLスーパーカップ：2回 (2013, 2014)

名古屋グランパス
- Jリーグカップ：2回 (2021、2024)

### 代表
オーストラリア代表
- AFCアジアカップ：2015

### 個人
- PFAハリー・キューウェルメダル：2009-10
- Jリーグ月間MVP : 2回(2020年12月、2021年9月)
- Jリーグ優秀選手賞 : 3回(2020年、2021年、2023年[29])
- J1リーグベストイレブン : 2021年
- グランパスランクル賞最優秀選手賞 : 2022
- グランパスランクル賞特別賞 : 2020, 2021
- JリーグカップMVP：2024